# Caleta Huellelhue
Caleta Huellelhue es una aislada localidad costera de la Comuna de Río Negro, Provincia de Osorno en la X Región de Los Lagos, Chile. 

## Descripción
Se encuentra ubicada en la Cordillera de la Costa, en el sector de la cordillera conocida en Chile como Cordillera Pelada; al sur de la localidad de Maicolpué y al norte de la localidad de Caleta Cóndor.
Sus habitantes pertenecen en su gran mayoría a la etnia Mapuche - Huilliche, la cual está compuesta por integrantes de las comunidades de Riñehue y Huellelhue. Siendo sus actividades la pesca, la fabricación de tejuelas de alerce, y el ecoturismo.
La localidad recibe su nombre del río Huellelhue, y forma parte del Área marina y costera Lafken Mapu Lahual.